# 品川区立東海中学校
品川区立東海中学校（しながわくりつ とうかいちゅうがっこう）は、東京都品川区東品川三丁目に所在する区立中学校。

## 概要
1947年に開校。品川区の他の小・中学校と同様に、小中一貫教育を推進している。

## 沿革
- 1947年4月1日 - 品川区立東海中学校として設立認可。
- 1970年3月27日 - 給食調理棟落成、5月4日より完全給食開始。
- 1985年4月1日 - 中国引揚げ子女の為の日本語学級を設置。
- 1985年10月2日 - 少年の主張東京大会で優秀賞2名、佳作1名受賞。
- 2005年12月6日 - 小中一貫教育に向けた東海グループが発足。

## 交通
- りんかい線品川シーサイド駅より徒歩5分
- 京急本線青物横丁駅より徒歩7分

## 著名な卒業生
- 松本ちえこ - アイドル歌手・女優

## テレビ番組
- 日経スペシャル ガイアの夜明け 「公立」vs「私立」～教育再生の最前線では～（2007年3月20日、テレビ東京）[1]。- 現場の教師自らの手で行われる様々な挑戦を取材。